# شكور صالح
شكور صالح (بالملايوية: Shukor Salleh) هو لاعب كرة قدم ماليزي في مركز الوسط، ولد في 1948 في بينانق في ماليزيا. شارك مع منتخب ماليزيا لكرة القدم. أما مع النوادي، فقد لعب مع نادي بينانق.